# 辛尼科克山高爾夫俱樂部

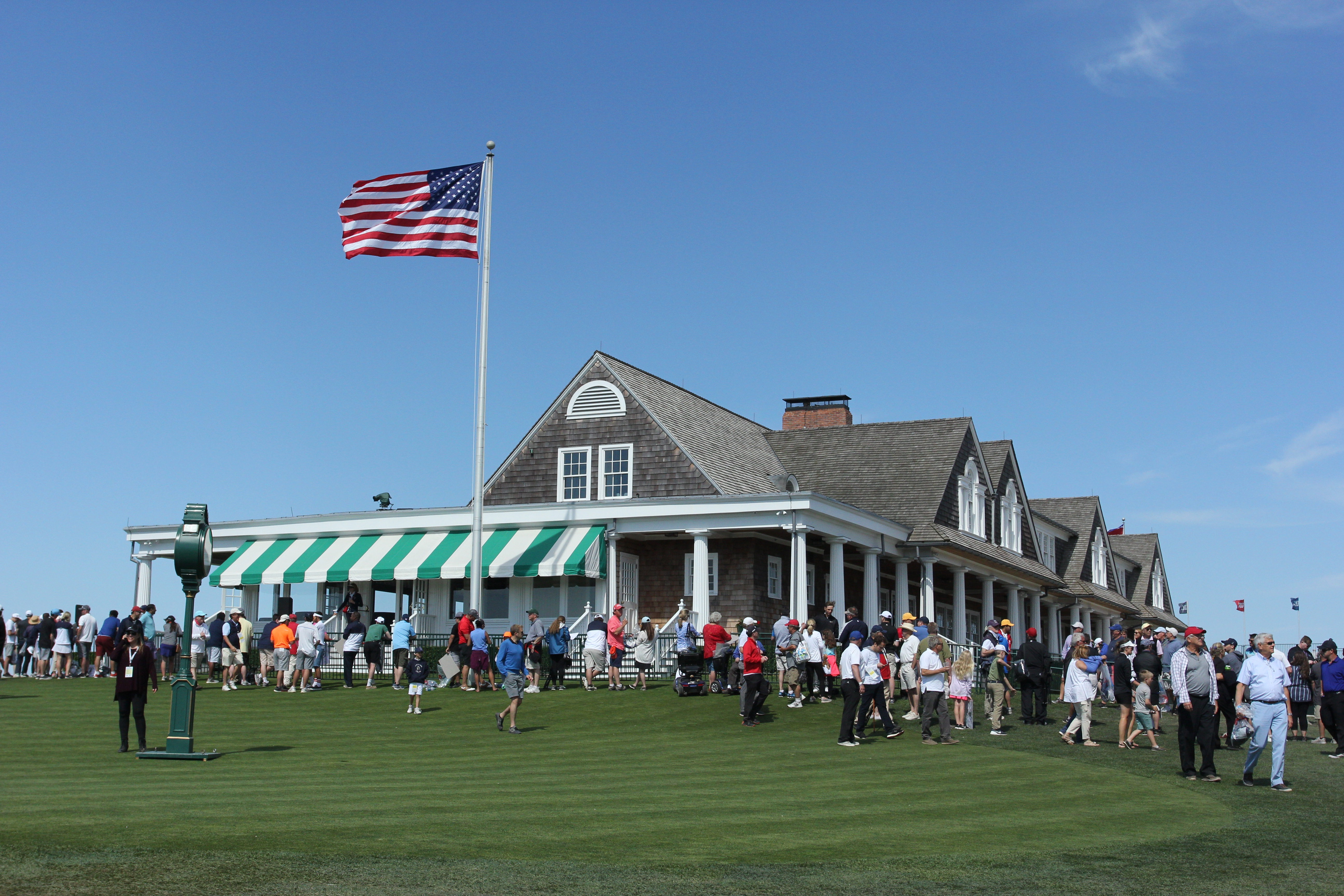

辛尼科克山高爾夫俱樂部（Shinnecock Hills Golf Club）是美國紐約州長島的一座高爾夫球場。該球場有美國歷史最古老的高爾夫會所，經常被列為世界最偉大的高爾夫球場。

## 外部連結
- Official website （页面存档备份，存于）
- Satellite Images and Photos of Shinnecock Hills Golf Club
- Golf Club Atlas: Guide to Shinnecock Hills course （页面存档备份，存于）
- A True Golfer's Dream （页面存档备份，存于）